# 대한민국 민법 제783조
대한민국 민법 제783조는 2005년 3월 31일에 삭제되었다.

## 구 조문
제783조